# Québriac
Québriac é uma comuna francesa na região administrativa da Bretanha, no departamento Ille-et-Vilaine. Estende-se por uma área de 20,65 km². Em 2010 a comuna tinha 1 611 habitantes (densidade: 78 hab./km²).